# Одеське відділення Імператорського Російського технічного товариства
Одеське (Новоросійське) відділення Імператорського російського технічного товариства ( аббр . — ОВІРТТ) — наукове товариство, засноване в 1871 році в Одесі, метою якого було сприяння розвитку техніки і промисловості на півдні Російської імперії.

## Російське технічне товариство
Імператорське Російське технічне товариство було засновано в Санкт-Петербурзі у 1866 році. З 1874 року отримало право іменуватися «Імператорським», що означало, що імператор ставав його очільником. Товариство ставило перед собою такі завдання: «Сприяти розвитку техніки і технічної промисловості в Росії шляхом: 1) лекцій, 2) видань, 3) організації освіти, 4) проведення конкурсів, 5) виставок, 6) дослідження заводських і фабричних матеріалів». Розвиток промисловості в Російській імперії і наявність інженерних центрів у різних її місцях поставив питання про відкриття регіональних відділень РТТ. Вже в 1867 році в видаваних Товариством «Записках Російського технічного товариства» були опубліковані правила освіти його філій:
 1) Відділення Російського технічного товариства, відкриваються на підставі примітки до § 3 Височайше затвердженого статуту, в діях своїх завжди керуються цим статутом та окремих статутів не мають; необхідні ж, з місцевих обставин, відхилення від статуту, подробиці пристрою відділення та ін. визначаються, згідно з тим же приміткою, особливими інструкціями, затвердженими Загальними зборами членів в С.-Петербурзі.

2) Проекти зазначених вище інструкцій складаються тими членами Товариства, які виявлять бажання брати постійну участь у працях нового відділення і затверджуються загальними зборами, якщо в них немає нічого, що суперечить статуту; за тим Рада приступає негайно до клопотання про відкриття відділення і, після отримання дозволу, повідомляє про те членів оного. — Підстави для відкриття відділень Російського технічного товариства в губерніях, затверджені в засіданні загальних зборів 1 березня 1867 р.
Дуже скоро в різних містах Імперії почали відкриватися філії товариства, зокрема були відкриті: Кавказьке в 1868 р.; Миколаївське в 1869 р. (проіснувало до 1874 р.); Київське і Новоросійське (пізніше перейменоване в Одеське) в 1871 р.; Московське в 1876 р.; Бакинське, Казанське, Харківське та Естляндськой були засновані в 1879 р.

## Заснування Одеського відділення
В 1864 році з метою «1) сприяти обміну думок із питань будівельного мистецтва, механічного та гірничої справи; 2) сприяти придбанню і оновленню знань; 3) служити з'єднаними засобами і знаннями суспільним і приватним інтересам населення південного краю Росії з питань будівельних» в Одесі було засновано одне з перших у Росії технічних товариств — Одеське товариство інженерів і архітекторів. Серед засновників і перших членів суспільства були такі особи, як архітектор Ф. В. Гонсьоровський, військовий інженер А. Л. Бертьє-Делагард, архітектор Л. Ц. Отон, видавець та інженер М. П. Озмідов (останній був Секретарем суспільства).

У доповіді, зробленій інженером Чеховичем з нагоди 25-річчя утворення Товариства інженерів і архітекторів, розповідалося про перші роки роботи Товариства і про його перехід у статус відділення РТТ: 
 Рівно 25 років тому 29 січня 1864 в приватному помешканні відбулося перше засідання Одеського товариства інженерів і архітекторів. Після перших двох років, в яких дане суспільство проявило свою енергію, настає рік повної апатії. У 1866 не було жодного засідання товариства, а в 1867 два, на першому з них інженер М. А. Лишин запропонував для збудження енергії в членах і справах суспільства приєднатися до щойно відкритого Російському технічному суспільству, утворивши Новоросійське його відділення. На других зборах вирішено було просити РТТ відкрити відділення в Одесі, і було зроблено заяву Г. Генерал Губернатора, що суспільство припиняє свої заняття до переходу в Російське технічне товариство — Доповідь інж. Чеховича, присвячений 25-річному ювілею товариства // ДАОО. — Ф. 333. — Оп. 1. — Д. 132.
У 1871 році було на базі Одеського товариства інженерів і архітекторів було створено Одеське відділення ОВІРТТ.

## Діяльність ОВІРТТ

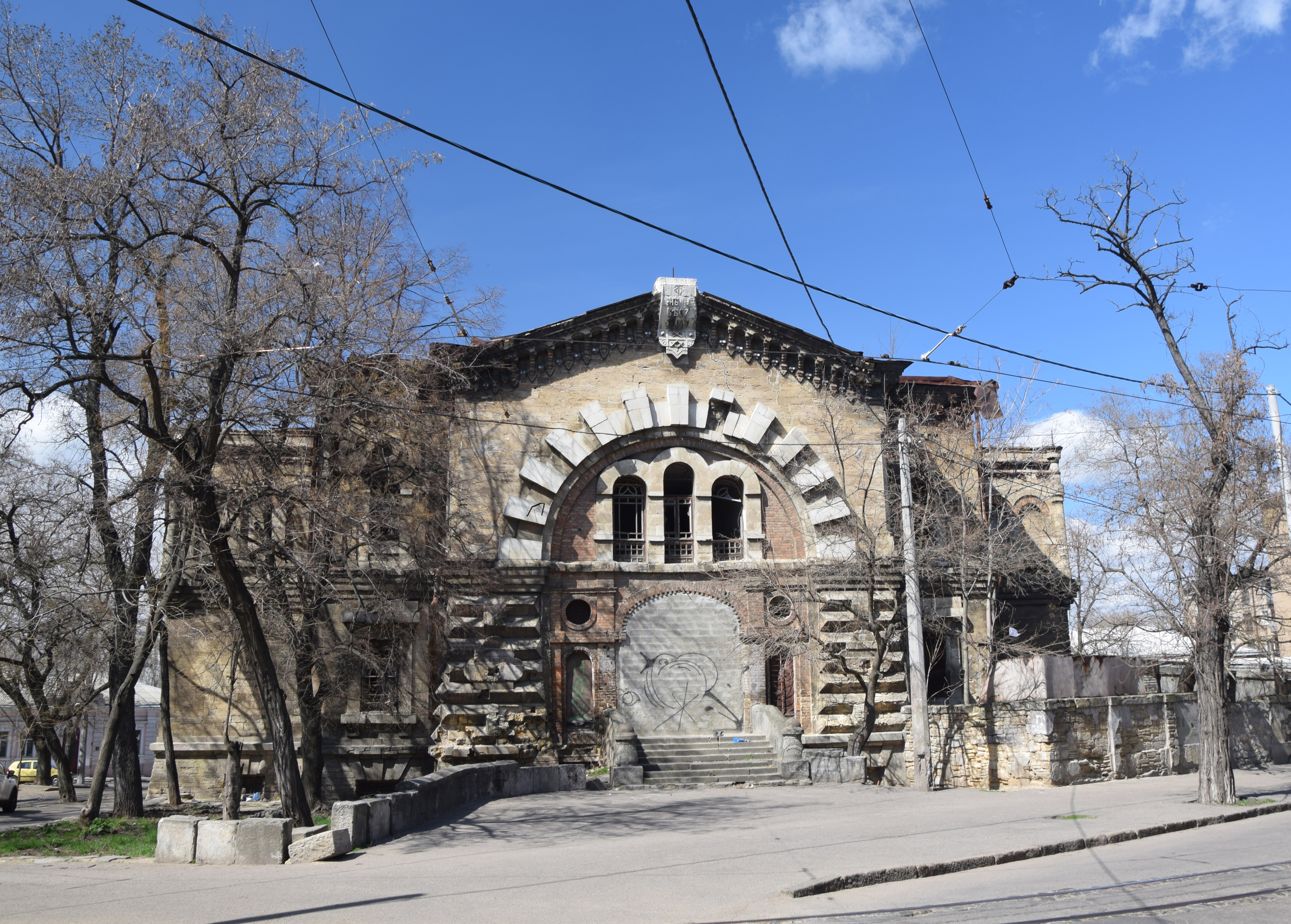
Власний будинок ОВІРТТ споруджений у 1892 р.

При відділенні працювало кілька секцій, кількість яких відоповідно до розвитку науки і появи нових галузей знань, постійно збільшувалася. На кінець існування товариства в ньому налічувалося 13 секцій: будівельна, хімічна, механічна, гірська, морська, військова, фотографічна, комісія з технічної освіти, економічна, архітектурна, санітарно-технічна; електротехнічна і секція повітроплавання і автомобільної справи. Фотографічна секція при відділенні Російського технічного товариства була заснована З листопада 1887 року і складалась із 5 членів; через рік секція нараховувала 20 членів. На її основі 1891 року було створено Одеське фотографічне товариство.
 Голови архітектурної секції: 
- Фелікс Гонсьоровський: 1871—1889 рр.
- Бернардацці, А. Й.: 1890—1894 рр.
- Влодек, Л. Л.: 1895 р.
- Люікс, А. Г.: 1896—1910 рр.
- Нестурх Ф. П.: 1910—1917 рр.

Тривалий час товариство розташовавалось у найманих приміщеннях, а у 1892 році ОВІРТТ переїхало у власний будинок на Князівській вул., 1.

### Навчання робітничим спеціальностям
При ОВІРТТ існувала Школа десятників будівельної справи і курси кочегарів. Школа існувала з 1891 року, з 1892 році займала частину приміщень будинку ОВІРТТ; У 1902 році на подвір'ї позаду будинку ОВІРТТ було споруджено спеціальну будівлю для школи. Проводилося навчання, поставлене краще, ніж у казенних навчальних закладах, давало можливість отримати робітничу спеціальність дітям із малозабезпечених сімей і підвищити вже наявну кваліфікацію дорослих робітників за порівняно помірну плату у. У школі, поряд зі спеціальними дисциплінами, навчалися загальноосвітніх предметів. Російську словесність, наприклад, у свій час викладав П. В. Катаєв, батько письменників Валентина Катаєва і Євгена Петрова. Відкрившись в 1891 році як дворічна, до 1910 року школа стала трирічної, у яких навчають дисципліни входили Закон Божий, будівельне мистецтво, «про дороги», землемір, складання кошторисів, креслення, водопровідне справа, вентиляція, гігієна, опалення, малювання, чистописання, фізика, російська мова, географія, історія, арифметика, геометрія, алгебра. При школі була створена бібліотека. Річне утримання школи обходилося в 3541 рубль (дані за 1903 рік). У цій будівлі навчався майбутній ракетобудівник, академік С. П. Корольов.
У 1912 році при ОВІРТТ відкрилася вечірня школа для дорослих жінок Анни Андріївни Миронович, у якій викладали дев'ять педагогів. У 1914 році за адресою Товариства перебувало міське початкове училище № 80. Після початку Великої війни ОВІРТТ створило «Курси для калік воїнів», на яких поранені могли освоїти нові професії.

### Науково-просвітницька діяльність
15 вересня 1897 року в стінах будівлі ОВІРТТ винахідник радіо А. С. Попов у рамках проведеного «IV дорадчого з'їзду залізничних електротехніків і представників служби телеграфу російських залізниць» справив досліди по «бездротової передачі депеші». Крім делегатів, які прибули зі всієї Імперії, на доповіді були присутні працівники поштово-телеграфного відомства Одеси, офіцери технічних військ, командири і офіцери перебували в Одеському порту і на рейді кораблів, викладачі та студенти. Ось витяги з протоколу з'їзду: 
 Голова з'їзду  А. Н. Ейлер  відкрив засідання такою промовою: "Милостиві государі!

Ледве стали відомі всім нам роботи професора Рентгена, які вже отримали таке широке застосування, як у вересні 1896 р з'явилися короткі замітки про досліди з електричними хвилями, вироблених англійською телеграфним відомством але системі Марконі. 4 червня поточного року видається докладну доповідь про винайденої Марконі передачі сигналів на відстань без провідників. Всі ми жадібно знайомимося з новим завоюванням допитливого людського розуму і тут абсолютно випадково дізнаємося, що в цій галузі є вже роботи нашого співвітчизника, шановного А. С. Попова. У 1895 і спочатку 1896 року він побудував прилад для виявлення і реєстрації електричних коливань в атмосфері, у порівнянні з яким винахід Марконі представляє точну майже копію. Таким чином, виявляється, що знамениті досліди покійного професора Боннського університету Герца послужили наріжним каменем для розробки системи передачі електричних хвиль в цілях сигналізування вперше у нас в Росії. Нам приємно бачити р Попова, який погодився поділитися з нами питанням про телеграфуванні без проводів і зі згадуванням тих результатів його останніх дослідів, проведених за дорученням морського відомства ".

Поява А. С. Попова на кафедрі перед слухачами було зустрінуте гучними оплесками. Г. Попов, подякувавши учасників з'їзду за запрошення поділитися з ними своїми дослідами, приступив до ознайомлення зі своїми роботами в цій області. Перш за все слухачам були показані апарати, призначені для дослідів. У сусідній кімнаті, займаної бібліотекою Технічного товариства, був встановлений електричний апарат (передача), а у великій залі, за товстої кам'яною стіною, перед слухачами був поставлений приймач, винайдений доповідачем в 1895 р Приймач складається з маленької скляної трубочки з залізними тирсою, гальванічної батареї і телеграфного апарату. У той самий момент, коли в апараті виходили іскри, на приймальному телеграфному апараті з'явилися знаки. При цьому товсті стіни технічного товариства зовсім не служили перешкодою. … Досліди ці виробляються вперше в Одесі. Треба сподіватися, що вони покладуть початок подальшому плідному розвитку нового способу передачі електричної енергії. Повідомлення р Попова і демонстрування дослідів тривали кілька годин. Воно було вислухано з великим інтересом. Доповідач був нагороджений гучними оплесками і йому було висловлено подяку за цінне повідомлення. Учасниками з'їзду було наголошено на тому обставина, що наш співвітчизник перший застосував спосіб телеграфування без проводів. Лише через півтора року, вже після того як ого роботи були надруковані в спеціальних журналах, з'явилося повідомлення в іноземних журналах про винахід італійця Марконі, наробила багато шуму в технічному світі. — Записки Одеського відділення Російського технічного товариства (1897, вип. 7, стор. 3)
При проведенні заходів по пропаганді науки і знань використовувалися найсучасніші можливості — наприклад новинка того часу — сінематограф, а точніше навчальні фільми на різні теми. Показ таких фільмів супроводжувався пояснювальній лекцією. Члени товариства тільки скаржилися, що навчальних фільмів випускалося вкрай мало.

#### Музей при ОВІРТТ
При ОВІРТТ був організований «Рухомий музей наочних навчальних посібників», створений 11 серпня 1904 р, для чого була організована спеціальна комісія, що займалася збором матеріалів для експозиції. З цією метою робилися запити в Одеську школу садівництва (про моделях садових знарядь, колекціях насіння, городніх рослинах і квітів), Харківське землеробське училище (про передачу колекції з ботаніки та зоології), Гірський інститут із проханням надіслати колекцію мінералів, на чавуноливарний машинобудівний завод Ельворті (Єлисаветград) (про моделях землеробських знарядь), Уральське товариство любителів природознавства (Єкатеринбург) (про макеті залізниці і 130 мінералах).
Музей був відкритий в 1905 р У музеї перебували колекції зразків приладів і препаратів із різних галузей знань, технічних, промислових, і кустарних виробництв і мистецтв. Назва «рухомий» означало рух матеріалів, якими він володів. Музейну цінність представляли наочні навчальні посібники, майстерні з виготовлення посібників і бібліотека. Музей служив своєрідним центральним складом навчальних посібників для Одеського регіону з якого видавалися посібники на тимчасове користування. Музей безкоштовно обслуговував народні школи, вечірні, недільні і суботні курси для робітників; всі інші навчальні заклади — за плату. Міські училища платили 6 рублів у рік, середні навчальні заклади — 20, приватні особи — 10 рублів. Постійні відвідувачі мали абонементні квитки. Музей працював у вечірній час з 1 вересня по 1 червня (навчальний рік).
При музеї були влаштовані майстерні по виготовленню наочних посібників. У зоологічній майстерні виконувалися макроскопічні і мікроскопічні препарати по зоології та інших галузей природознавства. Фізико-механічна майстерня приймала замовлення на виготовлення всіляких фізичних приладів, приладдя для лабораторій і наукових кабінетом. У діапозитивної майстерні виготовляли чорно-білі і кольорові діапозитиви. Була велика бібліотека. Ціни на прилади та посібники, вироблені майстернями для продажу, були значно нижче, ніж у інших фірм.
Музей допомагав в організації аналогічних музеїв в інших повітах. Довгий час Рухомим музеєм завідував М. І. Ржепішевський. Засоби Музею складалися з плати, яка справляється за користування посібниками з приватних навчальних закладів і приватних осіб, доходів від продажу посібників, як виготовляються в майстернях музею, так і прийнятих на комісію, з субсидій різних казенних і громадських установ, пожертвувань приватних осіб і зборів із благодійних вечорів, які влаштовуються ОВІРТТ.

### Організація виставок
ОВІРТТ було ініціатором проведення і організатором кількох великих виставок, проведених в Одесі. У 1890 році Товариство влаштувало в Одесі виставку, присвячену фотографії. З 15 травня по 1 жовтня 1895 року в Одесі під палаці, раніше належав Потоцьким, проходила виставка «домобудівництва і домообладнання», організована Товариством. Виставка представила «всі предмети домобудівництва і внутрішнього домоустройства». Успіх цієї виставки надихнув її організаторів на проведення наступної, найбільшої одеської виставки — «Фабрично-заводський, художньо-промислової та сільськогосподарської всеросійської виставки», яка відбулася в літні сезони 1910 і 1911 рр.

### Ініціатива архітектурної секції по збереженню архітектури Одеси
Уже на рубежі XIX—XX століть одеські архітектори були стурбовані тим, що багато пам'яток архітектури руйнуються або зносяться. У 1904 р на засіданні архітектурного відділу було заслухано доповідь цивільного інженера М. Ф. Бесчастнова «Інформація про пристрій в Одесі художньо-архітектурного музею в зв'язку з заходами з підняття художнього рівня фасадів». Доповідач запропонував створити в Одесі спеціальний музей, поєднаний із Міським музеєм образотворчих мистецтв, у якому повинні були б зберігатися креслення, фотографії, моделі, що відносяться до історії архітектури, як міста Одеси, так і всього Півдня Росії .
Разом із музеєм передбачалося створити спеціальний Комітет, до якого увійшли б представники Міського громадського управління, Оорта, Товариства витончених мистецтв та інших установ, який би виробляв щорічну оцінку фасадів будівель, побудованих або зазнали реконструкції за минулий рік. Архітектори, чиї будівлі визнавалися кращими, отримували б золоті або срібні медалі від Міського громадського управління, а зображення або макети всіх премійованих споруд передавалися б у новий музей на зберігання. Проект, проте, не отримав практичного розвитку.

## Створення Політехнічного інституту
До кінця 1917 року в Одесі виявилося значна кількість студентів різних технічних вузів, евакуйованих з окупованих німцями і прифронтових районів, а також демобілізованих студентів, покликаних раніше з першого і другого курсів. Одеський «Союз студентів-техніків» вів реєстрацію таких студентів і абітурієнтів, оканчивавших в 1918 році середні навчальні заклади, і займався їх розподілом за фахами і курсам. Союз звернувся до Міській думі з відозвою, у якій, зокрема, говорилося: «Так як пережиті лихоліття і розвал господарського життя країни, не повинні зупиняти культурного будівництва краю, то доводиться визнати бажаним здійснення в Одесі Політехнікуму в якомога найближчим часом». Ініціатива студентів-техніків була підтримана ОВІРТТ і, найголовніше, міським головою і одночасно головою Оорта М. В. Брайкевіч, який вже давно виношував плани відкриття політехнічного інституту в Одесі. Міська дума ухвалила рішення про заснування в Одесі політехнічного інституту. При ОВІРТТ був сформований Організаційний комітет із представників зацікавлених установ. Цей комітет розбився на три комісії: статутну, Навчально-програмну та Фінансово-господарську, які і провели всю підготовчу роботу. Був розроблений «Статут Одеського політехнічного інституту». Сам інститут відкрився з початком занять восени 1918 р.

## Друковані видання
З 1885 року Товариство видавало власну збірку: «Записки Одеського відділення Імператорського Російського технічного товариства». У ній публікувався адресний перелік членів відділення, опис звітної діяльності відділення, окремі доповіді. У Одеській національній науковій бібліотеці зберігаються видання за 1887—1894, 1896—1902, 1904, 1907, 1911—1916 роки.

## Голови Відділення
- Подиміти Олександр Доремідонтовіч — 1871—1872 рр.
- Венгржіновіч Фадей Іванович — 1873 р
- Корсаков Сергій Семенович — 1874 р
- Венгржіновіч Фадей Іванович — 1875—1878 рр.
- Красовський Вітольд Аполінаріевіч — 1879—1882 рр.
- Лігин Валеріан Миколайович -1882-1897 рр.
- Депп, Н. А. — близько 1897 року, інженер, генерал-лейтенант
- Дітеріхс, М. М. — 1910 рік — міський землемір
- Брайкевіч, М. В. — 1917—1919 рр.

## Кінець існування
31 серпня 1920 року губернський ревком прийняв постанову про ліквідацію Одеського відділення колишнього Імператорського Російського технічного товариства. Всі його відділи з секціями розподілили між різними відомствами: совнархоз у з хімотделом дісталися майстерні; губнаросвіти з відділом профтехнаробраза — бібліотека, фільмотека, кінозал і музей.